# Chronicles of the Scourge
Chronicles of the Scourge es un álbum en vivo de la banda de Death metal, Pestilence, que se publicó en edición limmitada en 2006. Fue lanzado por Metal War Productions, pero fue grabado antes en 1988 a 1989 cuando todavía estaba Martin van Drunen en la banda. Contiene algunas canciones inéditas y canciones de los álbumes Malleus Maleficarum y Consuming Impulse. Las canciones están grabadas en un concierto en Hollanda y otro concierto en Alemania. Un disco de ensayo llamado "The Consuming Rehearsals" fue incluido en las primeras 1000 copias, ese disco bonus es un ensayo de las canciones que publicarían en su álbum Consuming Impulse y contiene algunas canciones inéditas.

## Lista de canciones

### Chronicles of the Scourge
1. City Of The Living Dead / Antropomorphia
2. Parricide
3. Echoes Of Death
4. Subordinate To The Domination
5. Commandments
6. Out Of The Body
7. Chemotherapy
8. Cycle Of Existence
9. Suspended Animation
10. The Trauma
11. Antropomorphia
12. Parricide
13. Subordinate To The Domination
14. Cycle Of Existence
15. Extreme Unction
16. Chemo Therapy
17. Bacterial Surgery
18. Systematic Instruction
19. Consuming Impulse

Pista 1 a 10: Kix Festival - Veghel, Hollanda (24.06.1989)

Pista 11 a 18: Live Die Zeche - Bochum, Alemania (18.11.1988)

Pista 19 - Canción inédita

### The Consuming Rehearsals (bonus)
1. City Of The Living Dead*
2. The Trauma
3. Echoes Of Death
4. The Process Of Suffocation
5. Dehydrated
6. Out Of The Body
7. Suspended Animation
8. Chronic Infection
9. Deify Thy Master
10. Reduced To Ashes
11. Testimony Of The Ancients*

* Canciones inéditas

## Créditos
- Patrick Mameli: guitarra
- Patrick Uterwijk: guitarra
- Martin Van Drunen: voces, bajo
- Marco Foddis: batería